# Memoriał Ondreja Nepeli 2022
Memoriał Ondreja Nepeli 2022 – czwarte zawody łyżwiarstwa figurowego z cyklu Challenger Series 2022/2023. Zawody rozgrywano od 29 września do 1 października 2022 roku w Zimný štadión Ondreja Nepelu w Bratysławie.
W konkurencji solistów zwyciężył Włoch Gabriele Frangipani, zaś w konkurencji solistek Amerykanka Isabeau Levito. W parach tanecznych triumfowali Kanadyjczycy Marjorie Lajoie i Zachary Lagha.

## Rekordy świata
| Rekordy świata (GOE±5) na moment rozpoczęcia zawodów (stan na 29 września 2022): | Rekordy świata (GOE±5) na moment rozpoczęcia zawodów (stan na 29 września 2022): | Rekordy świata (GOE±5) na moment rozpoczęcia zawodów (stan na 29 września 2022): | Rekordy świata (GOE±5) na moment rozpoczęcia zawodów (stan na 29 września 2022): | Rekordy świata (GOE±5) na moment rozpoczęcia zawodów (stan na 29 września 2022): | Rekordy świata (GOE±5) na moment rozpoczęcia zawodów (stan na 29 września 2022): |
| Konkurencja                                                                      | Segment                                                                          | Zawodnicy                                                                        | Punkty                                                                           | Zawody                                                                           | Data                                                                             |
| -------------------------------------------------------------------------------- | -------------------------------------------------------------------------------- | -------------------------------------------------------------------------------- | -------------------------------------------------------------------------------- | -------------------------------------------------------------------------------- | -------------------------------------------------------------------------------- |
| Soliści                                                                          | Nota łączna                                                                      | Nathan Chen                                                                      | 335,30                                                                           | Finał Grand Prix 2019                                                            | 7 grudnia 2019                                                                   |
| Soliści                                                                          | Program dowolny                                                                  | Nathan Chen                                                                      | 224,92                                                                           | Finał Grand Prix 2019                                                            | 7 grudnia 2019                                                                   |
| Soliści                                                                          | Program krótki                                                                   | Nathan Chen                                                                      | 113,97                                                                           | Zimowe igrzyska olimpijskie 2022                                                 | 10 lutego 2020                                                                   |
| Solistki                                                                         | Nota łączna                                                                      | Kamiła Walijewa                                                                  | 272,71                                                                           | Rostelecom Cup 2021                                                              | 27 listopada 2021                                                                |
| Solistki                                                                         | Program dowolny                                                                  | Kamiła Walijewa                                                                  | 185,29                                                                           | Rostelecom Cup 2021                                                              | 27 listopada 2021                                                                |
| Solistki                                                                         | Program krótki                                                                   | Kamiła Walijewa                                                                  | 90,45                                                                            | Mistrzostwa Europy 2022                                                          | 13 stycznia 2022                                                                 |
| Pary sportowe                                                                    | Nota łączna                                                                      | Sui Wenjing / Han Cong                                                           | 239,88                                                                           | Zimowe igrzyska olimpijskie 2022                                                 | 19 lutego 2022                                                                   |
| Pary sportowe                                                                    | Program dowolny                                                                  | Anastasija Miszyna / Aleksandr Gallamow                                          | 157,46                                                                           | Mistrzostwa Europy 2022                                                          | 13 stycznia 2022                                                                 |
| Pary sportowe                                                                    | Program krótki                                                                   | Sui Wenjing / Han Cong                                                           | 84,41                                                                            | Zimowe igrzyska olimpijskie 2022                                                 | 18 lutego 2022                                                                   |
| Pary taneczne                                                                    | Nota łączna                                                                      | Gabriella Papadakis / Guillaume Cizeron                                          | 229,82                                                                           | Mistrzostwa świata 2022                                                          | 26 marca 2022                                                                    |
| Pary taneczne                                                                    | Taniec dowolny                                                                   | Gabriella Papadakis / Guillaume Cizeron                                          | 137,09                                                                           | Mistrzostwa świata 2022                                                          | 26 marca 2022                                                                    |
| Pary taneczne                                                                    | Taniec rytmiczny                                                                 | Gabriella Papadakis / Guillaume Cizeron                                          | 92,73                                                                            | Mistrzostwa świata 2022                                                          | 25 marca 2022                                                                    |

## Wyniki

### Soliści
| Poz. | Zawodnik            | Nota łączna | SP | SP    | FS | FS     |
| ---- | ------------------- | ----------- | -- | ----- | -- | ------ |
| 1    | Gabriele Frangipani | 244,57      | 1  | 87,39 | 1  | 157,18 |
| 2    | Cha Jun-hwan        | 226,32      | 2  | 80,81 | 2  | 145,51 |
| 3    | Deniss Vasiļjevs    | 214,19      | 4  | 69,66 | 3  | 144,53 |
| 4    | Kim Hyung-yeom      | 202,19      | 7  | 67,21 | 4  | 134,98 |
| 5    | Kim Han-gil         | 200,23      | 3  | 70,42 | 5  | 129,81 |
| 6    | Władimir Samojłow   | 194,04      | 6  | 67,31 | 6  | 126,73 |
| 7    | Aleksandr Selevko   | 187,47      | 9  | 63,84 | 7  | 123,63 |
| 8    | Adam Hagara         | 182,95      | 10 | 60,30 | 8  | 122,65 |
| 9    | Edward Appleby      | 182,64      | 5  | 67,85 | 11 | 114,79 |
| 10   | Aleksander Vlasenko | 177,16      | 8  | 65,20 | 12 | 111,96 |
| 11   | Graham Newberry     | 174,56      | 12 | 54,26 | 9  | 120,30 |
| 12   | Landry le May       | 174,02      | 11 | 56,37 | 10 | 117,65 |
| 13   | Larry Loupolover    | 113,09      | 13 | 34,14 | 13 | 78,95  |

### Solistki
| Poz. | Zawodniczka          | Nota łączna | SP | SP    | FS  | FS     |
| ---- | -------------------- | ----------- | -- | ----- | --- | ------ |
| 1    | Isabeau Levito       | 198,99      | 1  | 65,37 | 1   | 133,62 |
| 2    | Lara Naki Gutmann    | 166,24      | 4  | 52,65 | 2   | 113,59 |
| 3    | Lee Hae-in           | 164,88      | 2  | 58,06 | 3   | 106,82 |
| 4    | Aleksandra Golovkina | 157,37      | 3  | 53,96 | 5   | 156,92 |
| 5    | Nina Povey           | 156,92      | 5  | 52,52 | 4   | 104,40 |
| 6    | Alena Budko          | 144,20      | 10 | 42,07 | 6   | 102,13 |
| 7    | Maïa Mazzara         | 135,04      | 7  | 45,10 | 9   | 89,94  |
| 8    | Stefanie Pesendorfer | 133,75      | 6  | 49,28 | 10  | 84,47  |
| 9    | Ema Doboszová        | 132,74      | 13 | 39,79 | 7   | 92,95  |
| 10   | Regina Schermann     | 132,29      | 9  | 42,28 | 8   | 90,01  |
| 11   | Maé-Bérénice Méité   | 120,77      | 12 | 41,00 | 11  | 79,77  |
| 12   | Kristen Spours       | 118,61      | 11 | 41,01 | 12  | 77,60  |
| 13   | Michaela Vrašťáková  | 115,30      | 8  | 45,06 | 14  | 70,24  |
| 14   | Antonina Dubinina    | 106,56      | 14 | 34,49 | 13  | 72,07  |
| WD   | Eliška Březinová     | DNF         | 15 | 34,25 | DNF | DNF    |

### Pary taneczne
| Poz. | Zawodnicy                                    | Nota łączna | RD | RD    | FD | FD     |
| ---- | -------------------------------------------- | ----------- | -- | ----- | -- | ------ |
| 1    | Marjorie Lajoie / Zachary Lagha              | 193,35      | 1  | 75,79 | 1  | 117,56 |
| 2    | Eva Pate / Logan Bye                         | 178,69      | 2  | 72,31 | 2  | 106,38 |
| 3    | Marie Dupayage / Thomas Nabais               | 165,78      | 3  | 63,07 | 4  | 102,71 |
| 4    | Yuka Orihara / Juho Pirinen                  | 165,32      | 4  | 62,34 | 3  | 102,98 |
| 5    | Oona Brown / Gage Brown                      | 160,62      | 6  | 59,48 | 5  | 101,14 |
| 6    | Victoria Manni / Carlo Röthlisberger         | 155,79      | 5  | 60,32 | 6  | 95,47  |
| 7    | Carolina Portesi Peroni / Michael Chrastecky | 148,55      | 8  | 57,84 | 7  | 90,71  |
| 8    | Marija Ignatiewa / Danyjił Semko             | 147,39      | 9  | 56,87 | 8  | 90,52  |
| 9    | Mária Sofia Pucherová / Nikita Łysak         | 144,78      | 7  | 58,69 | 9  | 86,09  |
| 10   | Anastasija Polibina / Pawieł Gołowisznikow   | 128,75      | 10 | 52,31 | 10 | 76,44  |